# Phytocoris laticeps
Phytocoris laticeps är en insektsart som beskrevs av Knight 1968. Phytocoris laticeps ingår i släktet Phytocoris och familjen ängsskinnbaggar. Inga underarter finns listade i Catalogue of Life.